# Подгора (Добреполє)
Подгора (словен. Podgora) — поселення в общині Добреполє, Осреднєсловенський регіон, Словенія.
Висота над рівнем моря: 438,9 м.